# マンドリンオーケストラ

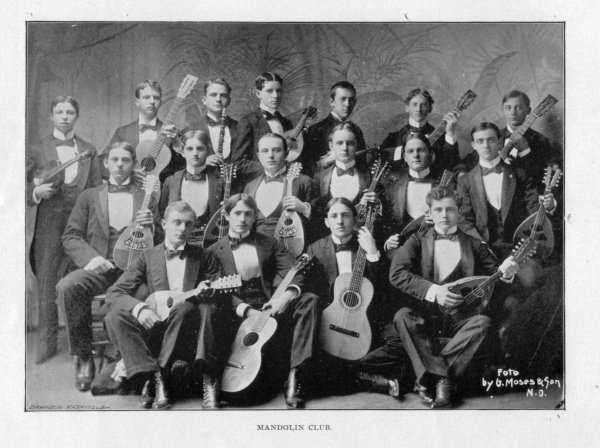
チューレーン大学マンドリンクラブ（1896年）

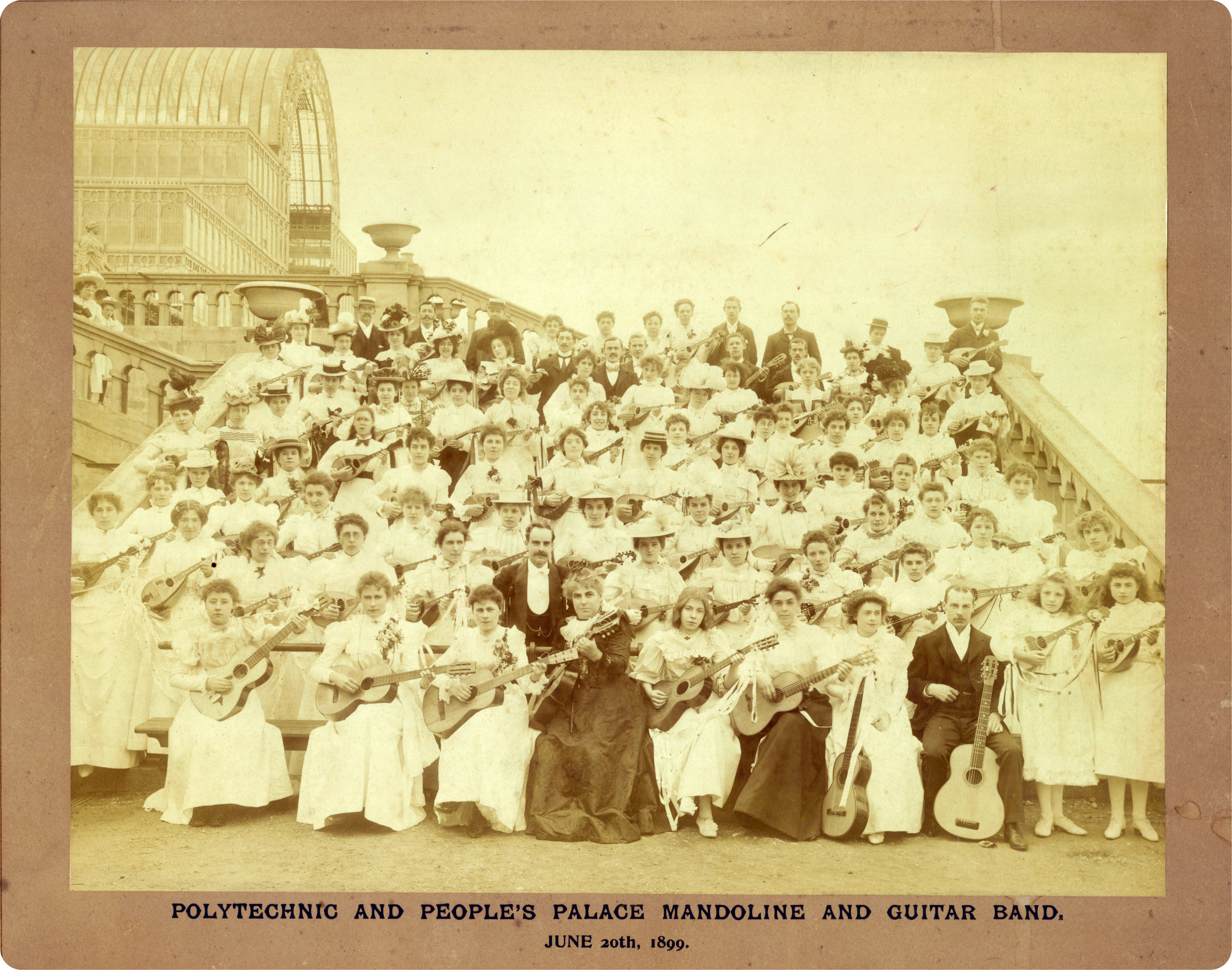
ロンドンのマンドリンオーケストラ（1899年、水晶宮）

マンドリンオーケストラは、マンドリン属を中心に編成されたオーケストラ。

## 編成
日本ではマンドリンと同じ撥弦楽器であるクラシックギターと擦弦楽器のコントラバス（ただしピッツィカートの使用も多い）を加えた
- 第1マンドリン
- 第2マンドリン
- マンドラ（多くはマンドラ・テノーレ）
- マンドロンチェロ
- ギター（クラシックギター）
- コントラバス

による弦楽6部編成が一般的である。マンドリンオーケストラを構成する楽器としては以上のほかにも中音域にヴィオラと同じ音程を持つマンドラ・コントラルト、中・低音域に5コース10弦のマンドリュート（リュート・モデルノ）、マンドロンチェロ以下の低音域にマンドローネがあり、マンドロンチェロの補強を目的としたチェロの使用も見られるが、これらが参加している例は少ない。一方フルートやクラリネットをはじめとする管楽器やティンパニなどの打楽器が加わった編成は比較的多く見られるが、常設のパートを持っているマンドリンオーケストラは少なく、演奏曲目によって賛助出演を仰ぐ方法が主流となっている。
団体の名称としてはマンドリンクラブ（マンドリン倶楽部）、ギターマンドリンクラブ、マンドリン合奏団、マンドリンアンサンブル、プレクトラムオーケストラ、プレクトラムアンサンブル、プレクトラムソサエティーなども用いられているが、いずれも演奏時の編成はマンドリンオーケストラの範疇に含まれる（プレクトラムとはピックのこと）。

## 歴史
マンドリン音楽が興隆を極めたのは、19世紀から20世紀初頭にかけて、イタリアでのこと。マンドリン製作家ヴィナッチャによりマンドリンが現在の形のものに改良され、トレモロ奏法の重用があり、カルロ・ムニエル、ラファエレ・カラーチェなどがマンドリン奏者として活躍した。マンドリン音楽の流行は独奏のみならず合奏のニーズも生み出し、マンドラとマンドロンチェロが開発され、現在のマンドリンオーケストラの形が固まった。この時代に、マンドリンオーケストラのための曲、またクラシック作品のマンドリンオーケストラへの編曲が大量に作られたが、合奏向けに出版された作品は三重奏が圧倒的で、次いで四重奏が多く、マンドリンオーケストラの形態が合奏の主体であるとまではいえない状況にあった。
しかし、マンドリン音楽は第二次世界大戦の敗北でイタリア音楽界が大打撃を受けた上に、オーケストラの代用という目的もSWかAMかFMで送信されるラジオにとってかわられてしまったため、最盛期の見る影もなく廃れてしまった。現在はマンドリニストウーゴ・オルランディ率いるブレシア市マンドリンオーケストラと作曲家クラウディオ・マンドニコの活動が知られているが、マンドニコの作品はピック奏法を多用したもので第二次世界大戦前の自国作品とのつながりは希薄である。

## ドイツ・オーストリアへの普及
ドイツでもマンドリンは盛んで、現在も多くの作品が発表されている。ドイツではマンドリンオーケストラはツプフ・オーケストラ（Zupforchester）と呼ばれ（ツプフとはドイツ語で、はじくの意味）、編成はマンドロンチェロを除いた弦楽5部が主体で（ギタローネ／バスギターやリュート、テオルボなどが加わる場合がある）、出発点が小規模な室内楽的なものであったことがうかがえる。
ドイツでは1920年代からコンラート・ヴェルキが管楽器と打楽器を加えて大規模な編成を想定した作品を発表しイタリアのマンドリンオーケストラに対抗するかのような動きもみられたが、1933年ヘルマン・アンブロジウスがまったく逆の発想で作曲した「組曲第6番」を発表し、ツプフ・スタイルを確立した。
アンブロジウスが確立したツプフ・オーケストラの特徴は、トレモロ奏法ではなくピック奏法を中心にすえていることである。曲調も旋律に重きを置くロマン派の影響が色濃いイタリアの作品とは異なり、楽曲の構造を重視した新古典主義音楽が理論的支柱になっているようである。
それ以後、ヴェルキもツプフ・スタイルの曲を作るようになり、クルト・シュヴァーエン、ディートリヒ・エルトマン、ヘルベルト・バウマン、ジークフリート・ベーレントらがそれに続いたが、往年のイタリアと事情が異なるのはマンドリンのための作品を主体に作曲活動を行っているのではない一般の作曲家もマンドリンオーケストラのための作品を数多く手掛けていることである。近年は北欧、南米、東欧出身の作曲家も参入しており、現代音楽や民族音楽の要素を取り入れた多様な作品が発表されている。
なお同じドイツ語圏のオーストリアではツプフオーケストラではなくMandolinenorchesterの語が用いられており、編成や作品の傾向も異なる。

## 日本への普及
日本にマンドリンが伝えられたのは、1894年四竈訥治がイギリス人にマンドリンを贈られ演奏したのが最初といわれている。1901年には比留間賢八が留学先のイタリアからマンドリンを持って帰国し普及に尽力した。詩人萩原朔太郎が比留間に師事しマンドリンを演奏していたのは有名。
1915年に武井守成がシンフォニア・マンドリーニ・オルケストラ（後のオルケストラ・シンフォニカ・タケヰ）を設立し、指揮者に瀬戸口藤吉や大沼哲や菅原明朗を招いている（菅原は1930年代以降マンドリン界から一時離れるが、1960年代より復帰し関西マンドリン合奏団に多くの曲を提供する）。オルケストラ・シンフォニカ・タケヰは演奏のみならず研究誌の発刊やコンクール開催などを行い、マンドリン音楽の発展に尽力した。音楽教育者齋藤秀雄のキャリアは、オルケストラ・シンフォニカ・タケヰ主催の合奏コンクールで、オルケストル・エトワールを指揮して入賞したことから始まっている。

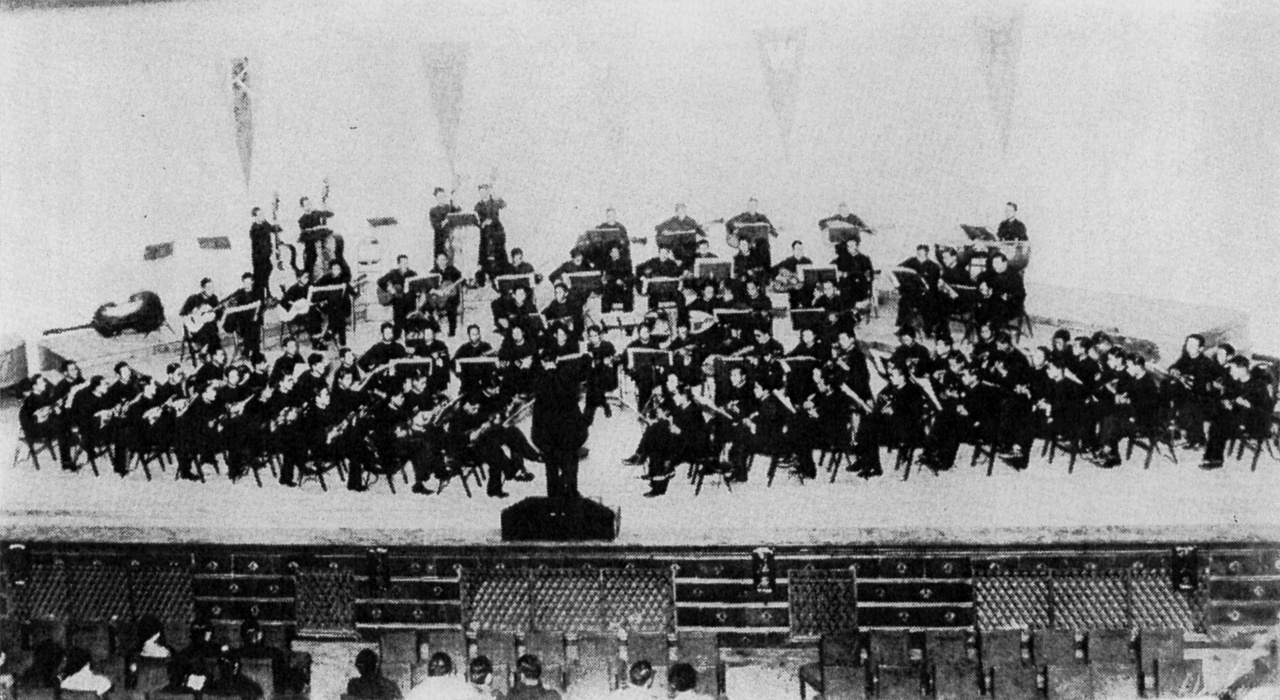
立教・早稲田・明治・法政・慶應の五大学マンドリンクラブ合同演奏会（1930年11月、日比谷公会堂）

また大学でもマンドリンクラブが相次いで設立されるようになり、1910年には慶應義塾・同志社で、1913年には早稲田大学で、1917年には関西学院で、1921年には九州帝国大学（現在の九州大学）・北海道帝国大学（現在の北海道大学）で、1923年には明治大学でマンドリンクラブが設立されている。後年のマンドリン音楽の発展には社会人の団体だけではなく、学生団体も大きな役割を果たすことになる。戦時中は各団体とも活動が停滞するが、戦後の復興とともに再びマンドリン音楽も盛んとなる。
以上の各団体はいずれもイタリア式のマンドリンオーケストラを範とした編成や選曲を志向しており、戦前はイタリアが同盟国であったこと、戦後もイタリアのようにプロパガンダに利用されなかったことが幸いして温存され、現在に至っている。
1960年代より各大学のマンドリンクラブでは部員数が急増し、それまでマンドリンクラブがなかった大学でも続々と創設されるようになる。しかしレパートリーの中心であったイタリアのマンドリンオーケストラ曲はいずれも小規模アンサンブル向きで、マンドリンオーケストラの大規模化は新たなレパートリーを生み出すことを必要とした。その要請に応えたのが中央大学マンドリンクラブ・立命館大学マンドリンクラブ技術顧問鈴木静一、慶應義塾マンドリンクラブ常任指揮者服部正、関西学院大学マンドリンクラブ・京都女子大学マンドリンオーケストラ技術顧問大栗裕らであり、彼らの作曲したマンドリンオーケストラ曲は管楽器や打楽器を含んだ大規模なものである。また同志社大学マンドリンクラブ技術顧問中野二郎と甲南大学マンドリンギタークラブ・梅花女子大学マンドリンクラブ技術顧問松本譲は忘れ去られていた戦前のイタリアの管弦楽曲や吹奏楽曲を発掘し、マンドリンオーケストラ用に編曲して大幅なレパートリーの増加をもたらした。
1970年代には上記の作編曲家の活動に加え、東海学生マンドリン連盟に加盟する各大学が新曲の委嘱を活発に行うようになる。名古屋大学ギターマンドリンクラブは帰山栄治と、愛知学院大学マンドリンクラブは鈴木静一と、愛知教育大学マンドリンクラブは川島博と、名城大学ギターマンドリン合奏団は大栗裕と、中部工業大学（現在の中部大学）マンドリンクラブ・名古屋学院大学マンドリンクラブは熊谷賢一と、岐阜大学ギターマンドリンクラブは藤掛廣幸と関係が深く、東海学生マンドリン連盟合同演奏会はマンドリン界に現代的な新風をもたらした。
林田戦太郎は、1997年（平成9年）まで31年間尚絅高校マンドリンクラブ指導・常任指揮者として、1997年まで熊本県器楽アンサンブルコンクール22年連続金賞受賞。その間10度全国大会出場。1981年に上映された映画『典子は今』（松山善三脚本・監督）で、辻典子にマンドリン指導。また、昭和天皇御製「花しのぶの歌しみじみ聞きて生徒らの心は花の如くあれと祈る」この御製は昭和天皇が昭和60年5月植樹祭で熊本に行幸の折り、尚絅高校マンドリン部の奏でる林田戦太郎作曲組曲「はなしのぶ」の演奏に寄せられたもの。この御製に黛敏郎が曲をつけ「花しのぶの歌」として昭和天皇崩御の折、NHK追悼番組で林田戦太郎と尚絅高校マンドリン部の演奏で全国に流れた。
しかし1980年代以降、マンドリン人口が減少しはじめ、1990年代には大規模曲の演奏が困難になる団体も出てくるようになった。そのため日本人の作品は小規模化の傾向を見せるようになる。またこの頃から小規模アンサンブル向けのドイツのツプフ・オーケストラ曲が紹介されるようになり、重要なレパートリーとなりつつある。現在多くの団体では大規模曲と小規模曲が共存している状態である。

## 作品

### オリジナルと編曲
作曲家がマンドリンオーケストラで演奏されることを目的として書かれた作品（ここでは「マンドリンオリジナル作品」とする）は管弦楽団のそれに比べて相対的に少なく、マンドリンオリジナル作品で関係者以外に対して知名度のある作品も皆無といってよい状況にある（映画「クレイマー、クレイマー」や歯磨剤（ライオン・デンターシステマ）のCMで使用されたヴィヴァルディのマンドリン協奏曲ハ長調作品425が有名であるが、これはマンドリン独奏と弦楽合奏の協奏曲であり、マンドリンオーケストラのための曲ではない）。
このため、クラシック音楽やポピュラー音楽（映画音楽など）をマンドリンオーケストラのために編曲した作品が演奏会で取り上げられることが多い。
こうした「編曲もの」の中には本来管弦楽や吹奏楽のために書かれたのにもかかわらず、現在では原曲では演奏されずにマンドリンオーケストラでのみ演奏されている作品がある。中野二郎・松本譲・石村隆行・日比野俊道等の編曲によるボッタキアリ、アマデイ、デ・ミケーリの管弦楽曲、マネンテ、フィリッパ父子の吹奏楽曲などがそれに当たるが、こうした作品は関係者ですらマンドリンオリジナル作品であるという誤解を抱いていることが多い。これは日本だけに限ってみられる現象である。
なお明治大学マンドリン倶楽部では以前からOBの古賀政男が作曲した歌謡曲を演奏してきたほか、クラシックやポピュラーからの編曲作品を積極的に取り上げており、特にラテン音楽の演奏では特異な地位を占めている。

### 協奏曲と声楽
独奏楽器とマンドリンオーケストラのための協奏曲は、イタリアでは独奏マンドリンの協奏曲であるベッルーティ『ハンガリアの黄昏』があげられる程度である。しかしドイツでは協奏曲は盛んで、マンドリン・ギター・オーボエ・リコーダー・オカリナ・アコーディオン・チェンバロなど様々な協奏曲が作られている。日本では服部正の『ラプソディー』（マンドラ）、帰山栄治の『協奏詩曲』（マンドリン）・『三章』（ヴァイオリンチェロ）、龍野順義の『響』（ピアノ）、高島明彦の『協奏曲』（マンドリン）などがある。
声楽（独唱・合唱）を伴うマンドリンオーケストラ曲として日本の関係者に知られているものはフランスの作曲家マチョッキの『麦祭』程度であったが、ドイツでは現在に至るまで多くの作品が発表されている。日本人作曲家では服部正の『街景色』『次郎物語』、中野二郎の『子供歳時記』、鈴木静一の『カンタータ・レクイエム』、藤掛廣幸の『八つのバラード』などがあげられる。

### 音楽物語
音楽物語（ミュージカル・ファンタジー）は日本に多く見られるジャンルであり、1970年代まで盛んに作曲された。これはナレーターによる物語の朗読にマンドリンオーケストラが平行して演奏する形式の音楽である（独唱または合唱が入ることも多い）。映画音楽作曲家でもある鈴木静一やオペラ作曲家でもある服部正・大栗裕が好んで作曲し、他に帰山栄治・松本譲なども作曲している。そのほとんどが童話や民話をもとにした親しみやすさを意識したものであるが、鈴木の『朱雀門』『西海の挽歌』や大栗の『隅田川』『大原御幸』のように古典を題材に取ったものもある。

## コンクール

### 演奏
現在の日本において、マンドリンオーケストラのみを対象とした全国的かつ定期的なコンクールとして、特定非営利活動法人アルテ・マンドリニスティカ主催の「全日本マンドリン合奏コンクール」がある。学生団体部門と一般団体部門に分かれ、2012年8月に昭和女子大学人見記念講堂で第1回本選が行われた。毎年又は隔年開催の予定であるが、2018年3月31日第5回本選が開催されてから次回の開催予定はない。(2020年5月現在)
しかしそれ以前から、学校の課外活動等を対象とした全国規模のイベントでマンドリンオーケストラの参加を受け入れ、賞の審査を行っているものが複数存在する。特に「全国高等学校ギター・マンドリンコンクール」と「中学校高等学校ギター・マンドリン音楽祭」は出場団体がマンドリン合奏とギター合奏に限定されている。
- 全国高等学校ギター・マンドリンコンクール

公益社団法人全日本高等学校ギターマンドリン音楽振興会・朝日新聞社主催。2012年までは「全国高等学校ギター・マンドリンフェスティバル」の名称で開催されていたが、2013年よりコンクールに移行された。毎年7月に大阪府立青少年会館で開催されていたが、大阪府立青少年会館の廃止に伴い2009年以降は吹田市文化会館で開催されている。　
2017年度のコンクールは千里金蘭大学佐藤記念講堂で開催された。
2018年6月18日に発生した大阪府北部地震の影響により吹田市文化会館大ホールが一時閉鎖となったため2018年度より会場が泉佐野市立文化会館に変更となった。
2020年度のコンクールは7月30日・7月31日に泉佐野市立文化会館にて行われる予定であったが新型コロナウイルス感染症(COVID19)による感染拡大への配慮から中止となった。また同年行われる予定であった50周年記念式典は2021年度への延期が決定した。
- 中学校高等学校ギター・マンドリン音楽祭

全国中学校・高等学校ギターマンドリン連盟・一般社団法人日本マンドリン連盟主催。2012年までは「高等学校ギター・マンドリン音楽祭」の名称で開催されていたが、2013年より中学校団体の参加も可能になり名称も変更された。毎年6月に大阪府立青少年会館で開催されていたが、大阪府立青少年会館の廃止に伴い2009年以降は千里金蘭大学佐藤記念講堂で開催されている。近畿地方の中学・高校団体が参加。
また「こども音楽コンクール」に参加する中学校団体も多い。
- こども音楽コンクール

JRN系のラジオ各局が主催する小学校と中学校の演奏団体を対象としたコンクールで、マンドリンオーケストラは合奏第一部門への参加となる。地区毎に演奏発表会を開催し、その録音のテープ審査により毎年1月、最優秀校に対して文部科学大臣奨励賞が授与される。このほかマンドリンオーケストラの一部メンバーによるアンサンブルが重奏部門（指揮者なし・各パート1名・10名以内）にも参加している。
その他に各都道府県の高等学校文化連盟（通称「高文連」）が主催する音楽発表大会は学校教育における正規行事であり、大半の高校団体が器楽・管弦楽部門に年間行事として参加している。また上述の全国高等学校ギター・マンドリンコンクールの地方大会を兼ねる県もある。ここで最優秀校に選ばれると翌年度の全国高等学校総合文化祭（通称「総文祭」。「文化の甲子園」・文化庁・全国高等学校文化連盟主催）で発表する資格を得る。総文祭は毎年8月初旬に各都道府県の回り持ちで開催され、出場校決定に連続出場を回避する配慮があったり、育成の観点から複数校による合同合奏団を出場させる県があるなど、イベントとしての性格が強いといえる。なお、各都道府県の最優秀校が集う発表大会という性格上、総文祭では審査ではなく講評のみが行われ、個別の賞は授与されない。

### 作曲
マンドリンオーケストラ曲を公募する作曲コンクールについて。
- マンドリン合奏曲作曲コンクール - 日本マンドリン連盟が主催。1975年から不定期に開催されている[6]。
- 大阪国際マンドリンコンクール - 特定非営利活動法人アルテ・マンドリニスティカ主催のコンクール。第2回（2006年）と第6回（2010年）は作曲部門であった。
- 全日本マンドリン合奏コンクール - アルテ・マンドリニスティカ主催の合奏コンクールでは課題曲を公募している。

近年は現代音楽の作曲家も作曲に意欲を示している。

## 文献
- 有賀敏文著・工藤哲郎監修『マンドリン物語 - 星々の戯れ』（早稲田出版、2003） ISBN 978-4898272572